# Emma Theofelus
Emma Inamutila Theofelus (nascida em 28 de março de 1996) é uma política namibiana, atualmente servindo como ministra da Informação, Comunicação e Tecnologia.

## Carreira
Emma Theofelus é uma ex-ativista da juventude, tendo atuado como vice-presidente do Parlamento Infantil de 2013 a 2018. Ela começou sua carreira depois de se formar em Direito, na Universidade da Namíbia, como oficial jurídica do Ministério da Justiça. A ligação da State House foi uma surpresa.
A nomeação de líderes mais jovens para altos cargos não é inteiramente nova na África. Emma Theofelus foi nomeada Vice-Ministra da Informação, Comunicação e Tecnologia da Namíbia em março de 2020, como parte do segundo mandato de Hage Geingob. Em sua função, ela foi incumbida de auxiliar na liderança da comunicação pública sobre medidas preventivas contra a pandemia de COVID-19 na Namíbia. Na época da nomeação para o gabinete, Emma Theofelus tinha 23 anos e era uma das ministras mais jovens da África. Ela também é membro do Conselho Nacional de Educação Superior.
Como vice-ministra, ela liderou a campanha de comunicação pública do país sobre a prevenção do COVID-19 na Namíbia e, como membro do Parlamento, sua moção permitiu que os produtos de higiene feminina fossem identificados como mercadorias isentas de impostos. Antes de sua nomeação, Emma Theofelus era membro do capítulo da Namíbia da AfriYAN, uma organização regional liderada por jovens, onde liderou esforços pioneiros para combater a gravidez na adolescência e proteger a saúde sexual e reprodutiva dos jovens.

## Conquistas
Em 2020, ela foi considerada uma das 100 mulheres africanas mais influentes, a pessoa mais jovem desta lista. Emma Theofelus recebeu o prêmio individual do Prêmio População das Nações Unidas de 2022 por seu trabalho de defesa do empoderamento das mulheres e da saúde sexual e reprodutiva de adolescentes na Namíbia.
Em 2021, Emma Theofelus propôs uma moção sobre a remoção do imposto sobre absorventes higiênicos no Parlamento. Em 2022, a moção entrou em vigor quando o Ministro das Finanças Iipumbu Shiimi anunciou a abolição do Imposto sobre Valor Agregado sobre absorventes higiênicos, de acordo com a Lei de Emenda Fiscal de 2022, que entra em vigor em 1º de janeiro de 2023.

## Interesses
Seus interesses legislativos são supervisão parlamentar, autodesenvolvimento parlamentar, parlamento eletrônico, legislação sobre mudanças climáticas, participação de jovens no parlamento e pesquisa parlamentar.

## Reconhecimento
Ela foi reconhecida como uma das 100 mulheres de 2021 da BBC.